# Progressive House
Progressive House ist eine aus Großbritannien stammende Musikrichtung, die sich aus Elementen von Deep House, Trance, Tribal House und Tech House zusammensetzt. Es werden ein 4/4-Takt und treibende Bassdrums verwendet. Charakteristisch ist der dramaturgiearme Schichten-Aufbau der Tracks, die oft eine Länge von bis zu zehn Minuten erreichen.

## Merkmale

### Elemente
Im Klang sind viele Flächen zu finden, Melodieelemente und auch wie zufällig eingestreute Soundeffekte (Extra-Claps, Klopfgeräusche, Snares, Vocals als SFX usw.). Hall wird exzessiv verwendet.
Je nach Variante sind Vocals zu hören, die entweder zitatartig Eingang finden, oder ganze Song-Teile ausmachen.

### Synthesizer und Effekte
Eines der wesentlichen Merkmale im Progressive House ist der in vielen Tracks verwendete Lead-Synthesizer, der in seinen Klangeigenschaften an ein Zupfinstrument erinnert. Klangsynthetisch setzt sich dieser Klang meist aus mehreren Oszillatoren zusammen. Davon werden zwei Oszillatoren in der Regel mit einer Sägezahn- oder Rechteckwelle versehen, die minimal gegeneinander verstimmt werden, um mehr Räumlichkeit zu schaffen. Der dritte Oszillator fungiert mit einer Sinuswelle als Bassfundament.
Des Weiteren zeichnet sich in modernen Produktionen mehr und mehr der Trend hin zu einer Verwendung von Verzerrungseffekten ab. Dabei wird bewusst ein Übersteuern des Klangs angestrebt, um mehr Obertöne zu erzeugen. Die für den Klang verwendete Hüllkurve zeichnet sich durch eine sehr schnelle Anstiegszeit (Attack) und eine schnelle Abklingzeit (Release) aus. Die Abklingphase dauert dabei etwa 150 bis 300 Millisekunden. Die Haltephase (Sustain) variiert je nach Art des Stücks. Wenn der Leadsynthesizer im Stück die dominierende Rolle spielen soll, so wird die Haltephase meist etwas länger gewählt, da somit der Ton aus dem dritten Oszillator mit der Sinuswelle präsenter ist und der Zupfklang ein breiteres Frequenzspektrum füllt; der Klang wirkt voller.
Häufig setzen Interpreten auch auf den gezielten Einsatz von gefiltertem Rauschen, um höhere Frequenzen zu liefern und für mehr Atmosphäre zu sorgen.

### Stilistik
Das Tempo der Titel liegt meistens im Bereich 120–130 bpm, bei älteren Produktionen auch bis etwa 135 bpm.
Eine Verwandtschaft zum Progressive Rock besteht nicht, teilweise aber zu Progressive Trance.

### Arrangement
Der Unterschied zwischen Progressive House und anderen House-Richtungen besteht in der Struktur. Klassischerweise haben Progressive-House-Tracks einen charakteristischen Drumloop, der sich über den ganzen Track hinweg wiederholt. Um diesen Loop herum baut dann der Track immer weiter auf, ohne einen eindeutigen musikalischen Höhepunkt zu finden. Die übliche Struktur „Intro – Füller – Breakdown – Main Riff/Refrain – Füller – zweiter Breakdown – Main Riff/Refrain, Outro“ wird bei Progressive House ersetzt durch einen sich permanent weiterentwickelnden und verändernden Sound, der um den ursprünglichen Drumloop herum aufbaut. Da diese Veränderungen oft nur in kleinen Schritten erfolgen, kann dies vom unaufmerksamen Hörer als monoton empfunden werden.
Diese Struktur führt den Ausdruck „progressive“ herbei, der beschreiben soll, dass das Lied sich immer weiterentwickelt, anstatt Stimmungshochs und -tiefs entstehen zu lassen. Beim Zuhörer kann ein unbefriedigendes Gefühl entstehen, denn üblicherweise erwartet man einen eindeutigen „peak“ in jedem Lied, was bei Progressive House gerade nicht der Fall ist.

## Bemerkenswerte frühe Produktionen
- Leftfield – Not Forgotten (Outer Rhythm)[2]
- Slam – IBO/Eterna (Soma Quality Recordings)[2]
- React 2 Rhythm – Whatever You Dream (Guerilla)[2]
- Soundclash Republic – Cool Lemon EP (Junk Rock Records)[2]
- DOP – Musicians of the Mind EP (Guerilla)[2]
- Gat Decor – Passion (Effective Records)[2]
- The Sandals – A Profound Gas (Acid Jazz)[2]
- Herbal Infusion – The Hunter (Zoom Records)[2]
- Smells Like Heaven – Londres Strut (Deconstruction)[2]
- Spooky – Don't Panic (Guerilla)[2]
- Andronicus – Make You Whole (Hooj Choons)[2]
- Sublime – Sublime (Breakdown) (Limbo Records)[2]

### Varianten
Eine Variante mit gebrochenen Beats wird als „Progressive Breaks“ bzw. Nu-Breaks bezeichnet.
Im Zuge der Popularität von Electro-House bzw. Big-Room der letzten Jahre, werden verstärkt Tracks dieser Genres ebenfalls als „Progressive House“ vermarktet, haben damit jedoch musikalisch nichts gemeinsam.

## Bedeutende Interpreten
- Deep Dish
- Gat Decor
- James Holden
- James Zabiela
- John Digweed
- Nick Warren
- Quivver
- Rui da Silva
- Sasha
- Slam
- Way Out West

## Verwandte Genres
- Deep House
- Tribal House
- Nu-Breaks
- Trance